# Can Brillas
Can Brillas és una antiga masia del nucli urbà d'Esplugues de Llobregat (Baix Llobregat), catalogada com a bé cultural d'interès local. Actualment és la seu del Casal de Cultura Robert Brillas, que inclou un edifici de nova planta i els 2000 m² de jardí que l'envolta en tres dels seus costats, on hi ha ubicades una sèrie d'escultures.

## Història i descripció

### Masia i celler
El 1849, el pagès d'Esplugues Josep Brillas i Sunyol (1797-1863), va adquirir en emfiteusi a Pau Pujol i Franquesa, flequer de Barcelona, una peça de terra de la gleva del mas Colomer, on va fer construir una casa de dos cossos i una quadra (on ara hi ha les edificacions de la dreta del Casal), i va començar la construcció d'una segona casa, que correspondria a la masia. Es tracta d'un edifici de tres crugies, i consta de planta baixa, planta pis i golfes. Es cobreix amb teula àrab a dues vessants, amb el carener paral·lel a la façana. Aquesta està composta segons tres eixos, amb la portalada d'entrada en l’eix central, resolta en arc escarser, la qual té una imposta on figura la inscripció: ANNO DOMINI MDCCCVIII (1808).
Josep Brillas també va comprar terrenys de vinya, garrofers i oliveres a Esplugues i a Cornellà de Llobregat, i fou succeït pel seu fill Pere Brillas i Sanllehí (†1901). Cap al 1888 (quan es presentaren a l'Exposició Universal de Barcelona), ell i el seu fill Josep Brillas i Batllori (†1933) van fundar una empresa de vins i olis, amb seu a Barcelona i celler a Esplugues. Posteriorment, Josep Brillas es va associar amb el seu cunyat Gabriel Ribó, fabricant de licors, i el 1902 van sol·licitar la inscripció de la marca Cave de Sainte Magdalenne, que van fer servir fins al 1912. El 1905, Brillas i Ribó van registrar una marca d'aiguardents i anissats anomenada Trinidad, que van utilitzar fins al 1917.
En aquesta època, la masia va experimentar una transformació modernista, sobretot pel coronament en arc mixtilini d'influència barroca en la zona central i acabat amb volutes i florons; així, van quedar unificats els tres cossos d'edifici que en origen la constituïen: el central era més elevat sense que fos una masia del tipus basilical. Es mantingué el rellotge de sol, esgrafiat, del costat esquerre de la façana, però en canvi es transformà el balcó del cos més elevat per una finestra geminada, amb la inclusió d'un capitell neogòtic. Els balcons de brèndoles verticals i llises foren substituïts per d'altres de formes inspirades en el modernisme, per les línies corbades i la inclusió d'elements florals. Com a element modernista figura a l'interior de la planta baixa una porta de fusta amb el passamà daurat, que reprodueix el característic coup de fouet. La seva situació actual és fruit d'una reubicació.
L'hereu Josep Brillas i Socias (1889-1953) passà temporades a Épernay i Reims per a conèixer el mètode champenoise, i de tornada a Esplugues hi va començar la producció de cava amb l'ajuda del tècnic Agustí Parera, de Sant Sadurní d'Anoia. Tot i que no se n'han trobat permisos d'obra, en el subsòl hi ha encara tot un seguit de túnels dedicats a la fermentació del vi. El 1920, Brillas va sol·licitar el registre de la marca Cavas Marguery, però tres anys més tard va ser suspesa per l'ús injustificat de la corona reial, i va haver de substituir-la per una cistella de fruita. L'inici de la producció de cava va comportar el trasllat de l'Entitat Cultural i Recreativa L'Avenç, que ocupava la masia des del 1906.
El negoci, que als anys 1950 produïa fins a 60.000 ampolles anuals, fou continuat pel seu fill Robert Brillas i Juncosa (†2020). Tanmateix, el caràcter artesanal de la producció, que no podia competir amb la mecanització d'altres fabricants, unit a la impossibilitat de creixement físic a causa del desenvolupament urbà de la vila, van provocar-ne el tancament el 1968.

### Casal de Cultura Robert Brillas
El 1973, l'Ajuntament d'Esplugues adquirí la finca per una quantitat simbòlica, i el 1984, encarregà a l'arquitecte Atilano Donado Vara el projecte d'un casal de cultura, que va prendre el nom de Robert Brillas en homenatge al darrer membre de la nissaga. S'hi construí un edifici nou, de planta baixa i dos pisos i coberta plana. És un volum cúbic que trenca el seu rigor per la inclusió, en la cara frontal, d'un finestral corbat situat a la primera planta i, al lateral dret per la inclusió d'un altre finestral que recorre les dues plantes pis com un bow-window vertical. El parament és de carreus de material prefabricat, disposats en franges grises i blanques.
Les dependències de la masia es destinaren a llocs de reunió i s'hi ubicà l'Arxiu Històric d'Esplugues (AMEL). En d'altres cossos annexos hi ha instal·lada l'Escola Municipal de Ceràmica, i els espais de la planta baixa funcionen com a sala d'exposicions.
El 2004, la finca va ser objecte d'una remodelació, motivada per la conversió del carrer d'Àngel Guimerà en zona de vianants; la tanca que encerclava aquest espai exterior va ser suprimida i només se'n va conservar la porta amb la reixa de ferro, corresponent al barri exterior. Aquesta porta és flanquejada per dos pilars de carreus coronats per una sanefa de ceràmica vidriada decorativa.
L'espai del jardí conté algunes escultures i monuments:

- Dona guitarra (1986), de Montserrat Sastre, realitzada en bronze i disposada sobre una peanya prismàtica de granit.[2]
- La peça escultòrica de Joan Sanagustín que té inscrita en la petita peanya de suport «Commemoració de l'arribada de la Flama del Canigó. III Congrés dels Focs de Sant Joan. Països Catalans. Juny 1985», està realitzada en ferro.[2]
- El ginjoler, plantat per recordar els instruments musicals, com la gralla, realitzats amb la seva fusta i inserint-se en la recuperació de la Tradició i Costums de Balls Populars. Durant la Festa Major de Sant Mateu, a l'entorn s'hi efectuen ballades.[2]
- El darrer monument va ser la col·locació, el 1999, d'una placa commemorativa sobre un fragment de pedra devastada, com homenatge a totes les entitats, dedicat a Àngels Sardà Camprubí, on es reprodueix un fragment de la cançó popular El cant dels ocells.[2]